# Kroatiens U/21-fodboldlandshold
Kroatiens U/21-fodboldlandshold er Kroatiens landshold for fodboldspillere, som er under 21 år og administreres af Hrvatski nogometni savez (HNS).